# Екстр
Екстр (англ. The Wild) — роман Девіда Зінделла, американського письменника-фантаста третій роман тетралогії «Реквієм за Homo Sapiens». Опублікований 1995. Перекладений російською мовою 2003. Українською не перекладався.
У цій частині Данло продовжує подорожувати Галактикою з подвійним завданням — по-перше знайти планету, де перебуває будинок ортодоксального крила Архітекторів Універсальної Кібернетичної Церкви і умовити їх зупинити програму постійного збільшення чисельності населення, яка призводить до безперервного руйнування зірок для видобутку енергії (що й породжує Екстр). Другою метою є знаходження ліків проти штучно розробленої інфекції, яка вбила плем'я Девакі і здатне знищити інші племена алалоів на планеті Кригопад, де розташовується Невернесс. Як і його батько, Данло вирушає до Тверді і взаємодіє з нею. Ґрунтуючись на її інформації, він знаходить залишки великого кібернетичного бога Еде. З його допомогою Данло знаходить спочатку планету «єретиків» учення архітекторів, а потім, злившись з розумом її мешканців і Таннахіл, батьківщину самих архітекторів. Він витримує кілька випробувань, викликавши в підсумку кривавий розкол між їхніми фракціями, що супроводжується сильною війною. Меншість, що зазнала поразки, зі зброєю — зірковбивцею вирушає до планети «Кригопад».

## Рецензії
- Рецензія на «Екстр» (рус.)[недоступне посилання з квітня 2019]
- Curt Wohleber. The Wild (book review). SciFi.com. Архів оригіналу за 20 грудня 1996. Процитовано 8 жовтня 2010. {{cite web}}: Недійсний |deadurl=404 (довідка)